# NGC 320
NGC 320 је спирална галаксија у сазвежђу Кит која се налази на NGC листи објеката дубоког неба.
Деклинација објекта је - 20° 50' 25" а ректасцензија 0h 58m 46,4s. Привидна величина (магнитуда) објекта NGC 320 износи 13,6 а фотографска магнитуда 14,5. NGC 320 је још познат и под ознакама ESO 541-3, MCG -4-3-37, IRAS 00563-2106, PGC 3510.